# Nuoto ai XIX Giochi del Mediterraneo - 800 metri stile libero femminili
La gara dei 800 metri stile libero femminili ai XIX Giochi del Mediterraneo si è svolta il 2 luglio 2022. La finale si è disputata nel pomeriggio.

## Podio
| Pos. | Atleta              | Nazione |
| ---- | ------------------- | ------- |
|      | Merve Tuncel        | Turchia |
|      | Deniz Ertan         | Turchia |
|      | Martina Caramignoli | Italia  |

## Record
Prima della manifestazione il record del mondo (RM) e il record dei Giochi del Mediterraneo (RG) erano i seguenti.
|  | 8'04"29 | Katie Ledecky   | 12 agosto 2016 Rio de Janeiro |
|  | 8'20"78 | Alessia Filippi | 30 giugno 2009 Pescara        |

Durante la competizione non sono stati migliorati record.

## Risultati

### Finale
| Pos. | Corsia | Atleta                   | Nazionalità | Tempo   | Note |
| ---- | ------ | ------------------------ | ----------- | ------- | ---- |
|      | 4      | Merve Tuncel             | Turchia     | 8'26"80 |      |
|      | 3      | Deniz Ertan              | Turchia     | 8'29"03 |      |
|      | 5      | Martina Rita Caramignoli | Italia      | 8'31"75 |      |
| 4    | 2      | Alisia Tettamanzi        | Italia      | 8'37"75 |      |
| 5    | 6      | Tamila Holub             | Portogallo  | 8'45"25 |      |
| 6    | 7      | Daša Tušek               | Slovenia    | 8'56"97 |      |
| 7    | 1      | Sara Dande               | Albania     | 9'52"17 |      |